# Carpinus microphylla
Carpinus microphylla ist ein Strauch aus der Gattung der Hainbuchen (Carpinus) mit dicht hellbraun zottig behaarten Zweigen und kleinen Blättern. Das natürliche Verbreitungsgebiet der Art liegt in China.

## Beschreibung
Carpinus microphylla ist ein bis zu 3 Meter hoher Strauch mit grauer Rinde. Die Zweige sind graubraun und dicht gelbbraun zottig behaart. Die Laubblätter haben einen 1 bis 1,2 Zentimeter langen, dicht zottig behaarten Stiel. Die fast ledrige Blattspreite ist 0,9 bis 1,3 Zentimeter lang und 0,7 bis 1,2 Zentimeter breit, eiförmig-lanzettlich, zugespitzt, mit mehr oder weniger abgerundeter Basis und einem unregelmäßig doppelt gesägten Blattrand. Es werden sieben bis elf an der Oberseite hervorstehende und unterseits eingesenkte Nervenpaare gebildet. Beide Blattseiten sind entlang der Mittelrippe zottig behaart.
Die weiblichen Blütenstände sind 2 bis 3,3 Zentimeter lang bei Durchmessern von 0,5 bis 1,5 Zentimetern. Die Blütenstandsachse ist 0,5 bis 1,5 Zentimeter lang und dicht gelbbraun zottig behaart. Die Tragblätter sind selten ab 0,7 meist von 1,1 bis 1,3 Zentimeter lang, 4 bis 6 Millimeter breit, breit „halb-eiförmig“ mit spitzem Ende. Der äußere Blattrand ist fein gesägt ohne basalem Lappen, der innere Teil ist ganzrandig, einfach oder doppelt gesägt mit eingerolltem basalem Blattöhrchen. Die Blätter haben drei oder vier Blattadern erster Ordnung und sind beidseitig auf den netzartig angeordneten Blattadern spärlich zottig behaart. Als Früchte werden etwa 2,5 Millimeter lange und 2 Millimeter breite, eiförmige, gerippte, spärlich flaumig und dicht zottig behaarte Nüsschen gebildet. Carpinus microphylla blüht von Mai bis Juni, die Früchte reifen von Juli bis August.

## Vorkommen und Standortansprüche
Das natürliche Verbreitungsgebiet liegt im Westen des chinesischen Autonomen Gebiets Guangxi in Dickichten in etwa 2500 Metern Höhe.

## Systematik
Carpinus microphylla ist eine Art aus der Gattung der Hainbuchen (Carpinus). Diese wird in der Familie der Birkengewächse (Betulaceae) der Unterfamilie der Haselnussgewächse (Coryloideae) zugeordnet. Die Art wurde 1985 von Wang Yusheng und J.P. Huang erstmals wissenschaftlich gültig beschrieben. Der Gattungsname Carpinus stammt aus dem Lateinischen und wurde schon von den Römern für die Hainbuche verwendet. Das Artepitheton microphylla stammt aus dem Griechischen und bedeutet „kleinblättrig“.

## Nachweise